# Oatfield
Oatfield – jednostka osadnicza w Stanach Zjednoczonych, w stanie Oregon, w hrabstwie Clackamas.